# Спадковість

Приклад автосомно-рецесивного успадкування ознаки у людини

Спадко́вість — передача ознак з покоління в покоління, збереження й відтворення у нащадків основних ознак зовнішньої та внутрішньої будови, фізико-хімічних особливостей і життєвих функцій батьків.
Забезпечується відтворенням матеріальних одиниць спадковості — генів.

## Механізми спадковості
Спадкові ознаки передаються з покоління в покоління за допомогою ДНК, яка кодує генетичну інформацію. ДНК є полімером, мономерами якого є чотири нуклеотиди. Послідовність нуклеотидів кодує генетичну інформацію, так само як послідовність літер у реченні визначає його зміст. Ділянки молекули ДНК, які формують функціональну одиницю, називаються генами; різні гени мають різну послідовність нуклеотидів. В еукаріотичних клітинах ланцюги ДНК формують конденсовані структури, які називаються хромосоми. Місцезнаходження певного гена на генетичній карті хромосоми називається локусом. Якщо послідовність нуклеотидів ДНК локусу варіює серед індивідів, то такі різні форми послідовностей називаються алелями. Послідовність нуклеотидів ДНК може змінюватись завдяки мутаціям, які продукують нові алелі. Якщо мутація відбувається в гені, то новий алель впливає на фенотипову ознаку (фен), яку кодує цей ген, змінюючи таким чином фенотип організму.
Хоч ця проста відповідність між алелем і спадковою ознакою працює в деяких випадках, більшість ознак кодується більш складно і контролюється багатьма генами, що взаємодіють між собою. Вивчення таких ознак є одним із основних завдань сучасної генетики. Спадкові ознаки можуть змінюватись не лише за рахунок змін в послідовності ДНК, але й за рахунок інших механізмів (наприклад, за рахунок метилювання цитозину, метилювання амінокислот гістонів тощо). Вивченням таких питань займається епігенетика.

## Закономірності спадковості
| Тип схрещування | Схема розщеплення | Закон |
| --- | --- | --- |
| Моногібридний (схрещування за однією парою ознак) - повне домінування (розщеплення 3:1 за фенотипом і 1:2:1 за генотипом); - неповне домінування (розщеплення 1:2:1 за фенотипом і за генотипом) | - AA1*aa2 - F13 Aa - G4 A a Схрещування гібридів: - Aa*Aa - F2 AA 2Aa aa - G Aa Aa | - I закон Менделя: при схрещуванні двох гомозиготних організмів, що відрізняються однією парою альтернативних ознак, у нащадків першого покоління не відбуватиметься розщеплення за генотипом і фенотипом — вони будуть ідентичні(Закон одноманітності першого покоління) - II закон Менделя: під час схрещування двох гетерозиготних особин, які аналізують зі однією парою альтернативних ознак, у нащадків відбувається розщеплення за фенотипом 3:1 і за генотипом 1:2:1 (Закон розщеплення ознак) |
| Дигібридний (схрещування за двома парами ознак) | - AABB*aabb - F1 AaBb - G AB ab Схрещування гібридів: - AaBb*AaBb - F2 9AB:3Abb:3aaB: aabb - G AB Ab aB ab | III закон Менделя: під час схрещування гомозиготних особин, які відрізняються двома і більше парами альтернативних ознак, відбувається вільна комбінація ознак і виявляються нові, не властиві батькам (Закон незалежного успадкування ознак) |
| Аналітичний (схрещування особин з домінантним фенотипом з особиною (гомозиготною) з рецесивними ознаками для визначення генотипу особини з домінантною ознакою)                                  | Перший варіант: - A?*aa - F1 Aa - G Aa - A?=AA Другий варіант: - А?*aa - F1 Aa: aa - G A? a - A?=Аа | Якщо під час схрещування А? з аа в першому поколінні розщеплення не відбувається, то особина А? — гомозиготна Якщо під час схрещування А? з аа в першому поколінні відбувається розщеплення за фенотипом 1:1, то особина А? — гетерозиготна |
| Зчеплене успадкування (успадковування ознак, розміщених в одній хромосомі) | - AAbb*aaBB (A — освітлене забарвлення, a — темне забарвлення, B — міцні крила, b — недорозвинені крила) - F1 AaBb Схрещування у самців (абсолютне схрещування): - AaBb*aabb - F2 aaBb: Aabb Схрещування у самок (відносне схрещування): - AaBb*Aabb - F2 Aabb (41,5 %), aaBb (41,5 %), aabb (8,5 %), AaBb (8,5 %) | Закон зчепленого успадковування Моргана: при схрещуванні особин усі гени, що містяться у хромосомах, утворюють так звані зчеплення (вияв у фенотипі однієї ознаки супроводжується виявом іншої) |
| Генетика статі (диференціація особин за ознаками і властивостями, що забезпечують відтворення нащадків і передачу спадкової інформації. Стать визначається парою статевих хромосом)              | - Самці - XY (ссавці, комахи (клопи, жуки), рослини) - X0 (комахи (павукоподібні, прямокрилі, жуки) - XX (деякі птахи, риби, метелики) - Самиці - XX (ссавці, комахи (клопи, жуки), рослини) - XX (комахи (павукоподібні, прямокрилі, жуки) - XY (деякі птахи, риби, метелики)                                     | Сполучення статевих хромосом зумовлює стать організму. У більшості випадків самиці гомогаметні, а самці — гетерогаметні |
| Успадковування ознак, зчеплених зі статтю (зчеплення генів, розміщених у статевих хромосомах) | - XзXб*XзY - F1 XзXз; XзY; XзXб; XбY - G XзXб XзY | Якщо одна з Х-хромосом містить рецесивний ген, який зумовлює вияв аномальної ознаки, то носієм ознаки є жінка, а ознака виявляється у чоловіка. Рецесивні ознаки матері передають синам, а батьки — дочкам |

## Методи вивчення спадковості людини
| Метод          | Суть | Значення                                                                                 |
| -------------- | --- | ---------------------------------------------------------------------------------------- |
| Генеалогічний  | Вивчення типу успадковування (альтернативні ознаки), частоту та інтенсивність ознак за допомогою генеалогічних дерев | Ступінь ризику появи спадкових порушень у нащадків                                       |
| Цитогенетичний | Вивчення хромосомних наборів живих організмів                                                                        | Знання про будову, структуру хромосом, хромосомні хвороби                                |
| Біохімічний    | Вивчення змін у біологічних параметрах організму, пов'язаних зі зміною генотипу                                      | Виявлення порушень у складі крові, продуктах життєдіяльності тощо                        |
| Близнюковий    | Генотипні і фенотипні особливості однояйцевих та різнояйцевих близнюків                                              | Виявлення відносного значення спадковості у формуванні організму                         |
| Популяційний   | Вивчення частоти зустрічальності алелей і хромосомних порушень у популяціях                                          | Визначення поширення мутацій, дії генного потоку і природного добору в популяціях людини |